# 효소 조절인자
효소 조절인자(酵素 調節因子, 영어: enzyme modulator)는 효소를 조절하는 약물의 한 유형이다. 효소 조절인자는 효소 저해제와 효소 유도제를 포함한다. 균질 분석법에서 "효소 조절인자는 이용가능한 항체에 대한 시험 샘플로부터 유리 리간드와 경쟁하는 리간드에 공유 결합으로 연결된다.

## 같이 보기
- 수용체 조절인자
- 이온 통로 조절인자
- 재흡수 조절인자
- 방출 조절인자